# А̄
La A con macrón (А̄ а̄; cursiva: А̄ а̄) es una letra de la escritura cirílica. En todas sus formas se ve exactamente como la A con macron latina (Ā ā Ā ā).
Esta se utiliza en el  Aleut (dialecto de Bering), y los idiomas evenki, ingusetio, mansi, nanai, orok, ulch, sami kildin,  selkup, y checheno.